# Coupure de méandre

Coupure de méandre avec formation d'un bras mort.

En sédimentologie et en géomorphologie, une coupure de méandre se produit quand deux coudes d'un méandre se rejoignent. Cela provoque ensuite l'abandon du méandre qui  souvent devient un bras mort.